# الکسا گراسو
الکسا گراسو (انگلیسی: Alexa Grasso؛ زادهٔ ۹ اوت ۱۹۹۳) ورزشکار هنرهای رزمی ترکیبی اهل مکزیک است. وی از سال ۲۰۱۲ میلادی تاکنون مشغول فعالیت بوده است.
گراسو یک رزمی‌کار حرفه‌ای ترکیبی مکزیکی است که در بخش مگس وزن زنان سازمان یواف‌سی رقابت می‌کند، جایی که او قهرمان سابق دسته مگس وزن زنان یواف‌سی است. گراسو دومین مکزیکی است که پس از برندون مورنو عنوان قهرمانی یواف‌سی را کسب کرده و اولین زن مکزیکی است که قهرمانی یواف‌سی را به دست آورده است. او همچنین تحلیلگر یواف‌سی برای یواف‌سی اسپانیایی برای پخش‌های اسپانیایی است. از ۱۳ مه ۲۰۲۵، او در رتبه‌بندی مگس وزن زنان یواف‌سی رتبه ۳ و از ۱۰ ژوئن ۲۰۲۵، رتبه ۷ را در رتبه‌بندی پوند به پوند زنان یواف‌سی دارد.